# Thế vận hội Mùa hè 1916

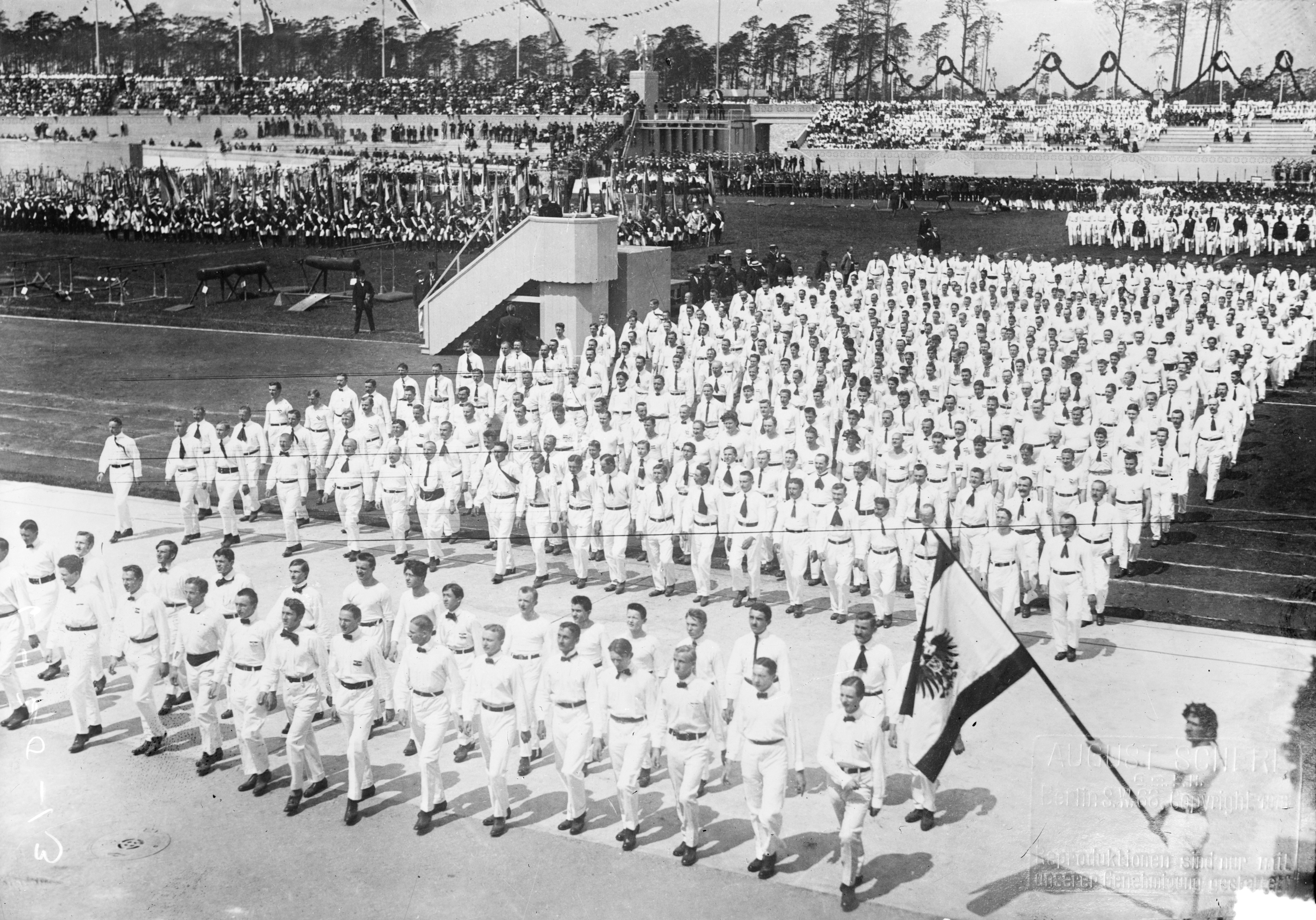
Cuộc diễu hành nhân dịp khánh thành sân vận động vào ngày 8 tháng 6 năm 1913.

Thế vận hội Mùa hè 1916 (tiếng Đức: Olympische Sommerspiele 1916), tên gọi chính thức là Thế vận hội Mùa hè lần thứ VI (German: Spiele der VI. Olympiade), dự kiến được tổ chức tại Berlin, Đức. Tuy nhiên, kỳ Thế vận hội này đã bị hủy bỏ do sự bùng nổ của Chiến tranh Thế giới thứ nhất, đánh dấu lần đầu tiên trong lịch sử 20 năm của Thế vận hội mà một kỳ tổ chức bị hủy. Berlin đã được chọn làm thành phố đăng cai tại phiên họp lần thứ 14 của Ủy ban Olympic Quốc tế (IOC) ở Stockholm vào ngày 4 tháng 7 năm 1912, vượt qua các ứng cử viên gồm Alexandria, Amsterdam, Brussels, Budapest và Cleveland. Sau khi Thế vận hội 1916 bị hủy, Berlin cuối cùng đã đăng cai Thế vận hội Mùa hè 1936, tức 20 năm sau đó.

## Lịch sử
Việc xây dựng sân vận động, gọi là Deutsches Stadion ("Sân vận động Đức"), bắt đầu từ năm 1912 tại khu vực trước đây là trường đua Grunewald. Sân vận động này dự kiến có sức chứa hơn 18.000 khán giả. Vào ngày 8 tháng 6 năm 1913, sân được khánh thành bằng nghi thức thả 10.000 con bồ câu. Có khoảng 60.000 người tham dự buổi lễ. Khi Chiến tranh Thế giới thứ nhất bùng nổ vào năm 1914, công tác tổ chức Thế vận hội vẫn tiếp tục vì người ta không nghĩ rằng cuộc chiến sẽ kéo dài nhiều năm. Tuy nhiên, cuối cùng Thế vận hội đã bị hủy bỏ.
Một tuần lễ thể thao mùa đông với các môn trượt băng tốc độ, trượt băng nghệ thuật, khúc côn cầu trên băng và trượt tuyết Bắc Âu từng được lên kế hoạch; ý tưởng về tuần lễ này sau đó đã trở thành nền tảng cho Thế vận hội Mùa đông đầu tiên vào năm 1924. Địa điểm trung tâm dự kiến là Deutsches Stadion. 
Nếu Thế vận hội năm đó được tổ chức, Phần Lan (với tư cách là Đại công quốc Phần Lan) sẽ không được phép tham gia với tư cách là một đoàn độc lập (như các lần trước) do Nga đã thu hồi quyền tự chủ của Phần Lan trong việc tham gia thể thao quốc tế vào năm 1914. Berlin quay trở lại cuộc đua đăng cai Olympic vào năm 1931, khi họ vượt qua Barcelona (Tây Ban Nha) để giành quyền tổ chức Thế vận hội Mùa hè 1936 – kỳ Olympic cuối cùng trước khi Chiến tranh Thế giới thứ hai bùng nổ.